# Зліченно компактний простір
Топологічний простір називається зліченно компактним якщо кожне зліченне покриття має скінченне підпокриття.

## Властивості
- Компактний простір є зліченно компактним;
- Зліченно компактний простір завжди є слабко зліченно компактним;
- Для метричних просторів компактність, зліченна компактність, секвенційна компактність та повнота разом з цілком обмеженістю є еквівалентними.
- Приклад множини всіх дійсних чисел зі стандартною топологією показує, що ні з локальної компактності, ні з σ-компактності, ні з паракомпактності не випливає зліченна компактність;
- Для T1 просторів зліченна компактність та слабка зліченна компактність є еквівалентними.

## Критерії зліченної компактності
- Для того щоб простір був зліченно компактним необхідно і достатньо щоб кожна його нескінченна підмножина мала принаймні одну строгу граничну точку, тобто точку, в довільному околі якої міститься нескінченна кількість точок підмножини.
- Для того щоб досяжний простір був зліченно компактним необхідно і достатньо, щоб кожна нескінченна множина точок мала принаймні одну граничну точку (такі простори називаються слабко зліченно компактними). Інакше кажучи, в досяжних просторах слабка зліченна компактність еквівалентна зліченній компактності.